# Gary Rees
Pour les articles homonymes, voir Rees.
Pas d'image ? Cliquez ici

a Compétitions nationales et continentales officielles uniquement.

b Matchs officiels uniquement.
Dernière mise à jour le 10 janvier 2025.

Gary Rees est né le 2 mai 1960 à Long Eaton (Angleterre). C'est un joueur de rugby à XV, qui a représenté l'équipe d'Angleterre, évoluant au poste de troisième ligne aile. En club, il fait toute sa carrière sous le maillot de Nottingham. 

## Carrière
Gary Rees dispute son premier test match avec l'équipe d'Angleterre le 9 juin 1984, à l'occasion d'un match contre l'Afrique du Sud et le dernier contre les États-Unis, le 11 octobre 1991.
Il participe à la Coupe du monde 1987 (4 matchs disputés) et à la Coupe du monde 1991 (1 match disputé). Il évolue lors de la période charnière entre une équipe d'Angleterre médiocre (milieu des années 80) et un XV de la Rose triomphant à partir de 1988-1989 sous les ordres de Will Carling. Il n'est cependant plus un titulaire indiscutable lors de la période faste. Ainsi, il ne participe pas au Grand Chelem 1991 et n'est que remplaçant lors du Mondial de la même année, ne jouant qu'un match de poule. En 1987, il prend part à la fameuse "bataille de Cardiff", un Galles-Angleterre très violent, considéré comme le point zéro de l'histoire du XV de la Rose. 

## Palmarès
- 23 sélections (+ 2 non officielles) avec l'équipe d'Angleterre
- Sélections par année : 2 en 1984, 2 en 1986, 7 en 1987, 6 en 1988, 3 en 1989, 1 en 1990, 2 en 1991
- Tournois des Cinq Nations disputés : 1986, 1987, 1988, 1989